# Andrzej Polok
Andrzej Polok (ur. 17 listopada 1955 w Cieszynie) – polski pracownik społeczny, polityk, poseł na Sejm PRL IX kadencji.

## Życiorys
Ukończył w 1975 Technikum Mechaniczne w Ustroniu i podjął pracę w Fiat Auto Poland w Tychach (dawniej Fabryka Samochodów Małolitrażowych), gdzie pracuje do chwili obecnej. 
Należał do Związku Socjalistycznej Młodzieży Polskiej i Towarzystwa Przyjaźni Polsko-Radzieckiej. W 1983 został powołany na funkcję NSZZ Pracowników FSM w Tychach, a w rok później przewodniczącego. Pełnił także funkcję członka prezydium Wojewódzkiego Porozumienia Związków Zawodowych w Katowicach i wiceprzewodniczącego Miejskiego Porozumienia Związków Zawodowych w Tychach.
W latach 1985–1989 był bezpartyjnym posłem IX kadencji. Był członkiem sejmowej Komisji Transportu, Żeglugi i Łączności oraz Komisji Nadzwyczajnej do rozpatrzenia projektu ustawy: Prawo o stowarzyszeniach oraz projektów ustaw dotyczących związków zawodowych.
Otrzymał Złotą Odznakę „Za zasługi dla rozwoju przemysłu maszynowego”.